# Pumpwerk Schmidthorst

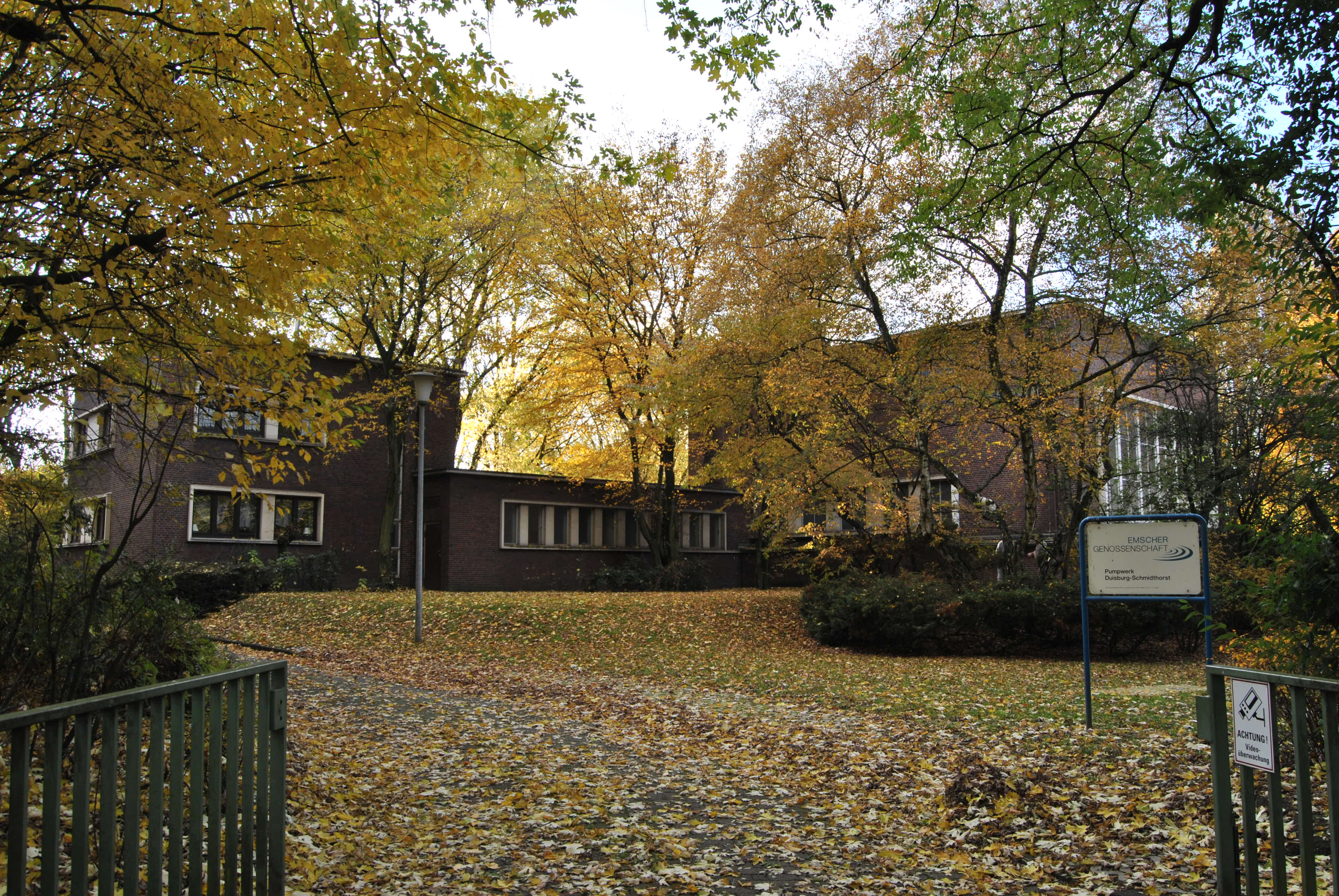
Pumpwerk Schmidthorst

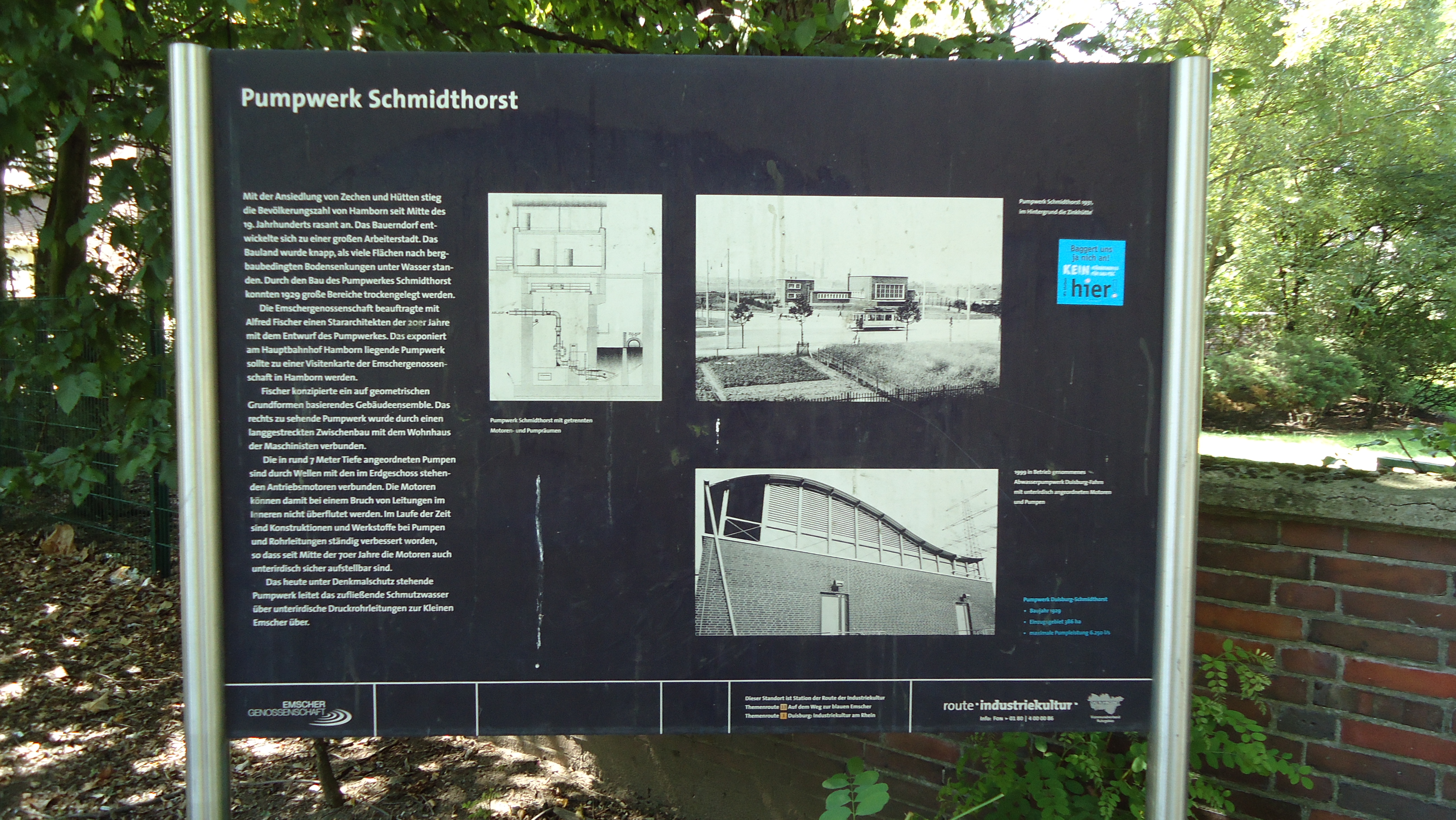
Infotafel

Das Pumpwerk Schmidthorst ist ein 1929 errichtetes Abwasserpumpwerk der Emschergenossenschaft im Duisburger Stadtteil Obermarxloh, Stadtbezirk Hamborn.
Das Pumpwerk im Einzugsgebiet der Kleinen Emscher wurde aufgrund bergbaubedingter Senkungen benötigt, die eine Entwässerung Hamborns mit natürlichem Gefälle nicht mehr gewährleisteten. Im Stil des Neuen Bauens entwarf der Essener Architekt Alfred Fischer die Anlage aus Pumpenhaus und benachbartem Wohnhaus, die mit einem eingeschossigen Trakt verbunden sind. Der Bau mit einfachen geometrischen Grundformen besitzt eine schnörkellose Ziegelfassade mit Betonrahmen um die horizontal gliedernden Fensterbänder. Somit unterscheidet die Anlage sich stilistisch stark von dem ebenfalls von Fischer entworfenen Pumpwerk Alte Emscher, das 15 Jahre zuvor errichtet wurde. Es führt vielmehr den von Fischer zwei Jahre zuvor beim Pumpwerk Schwelgern gezeigten Stil des kubischen Funktionalismus fort.
1985 stellte die Stadt Duisburg das Gebäude als Technisches Denkmal unter Denkmalschutz. Die technische Einrichtung besteht aus sechs Pumpen mit zusammen 1320 Kilowatt und einer maximalen Förderleistung von 6250 Litern / Sekunde.
Das Pumpwerk Schmidthorst ist Teil der Themenrouten 3 und 13 der Route der Industriekultur.

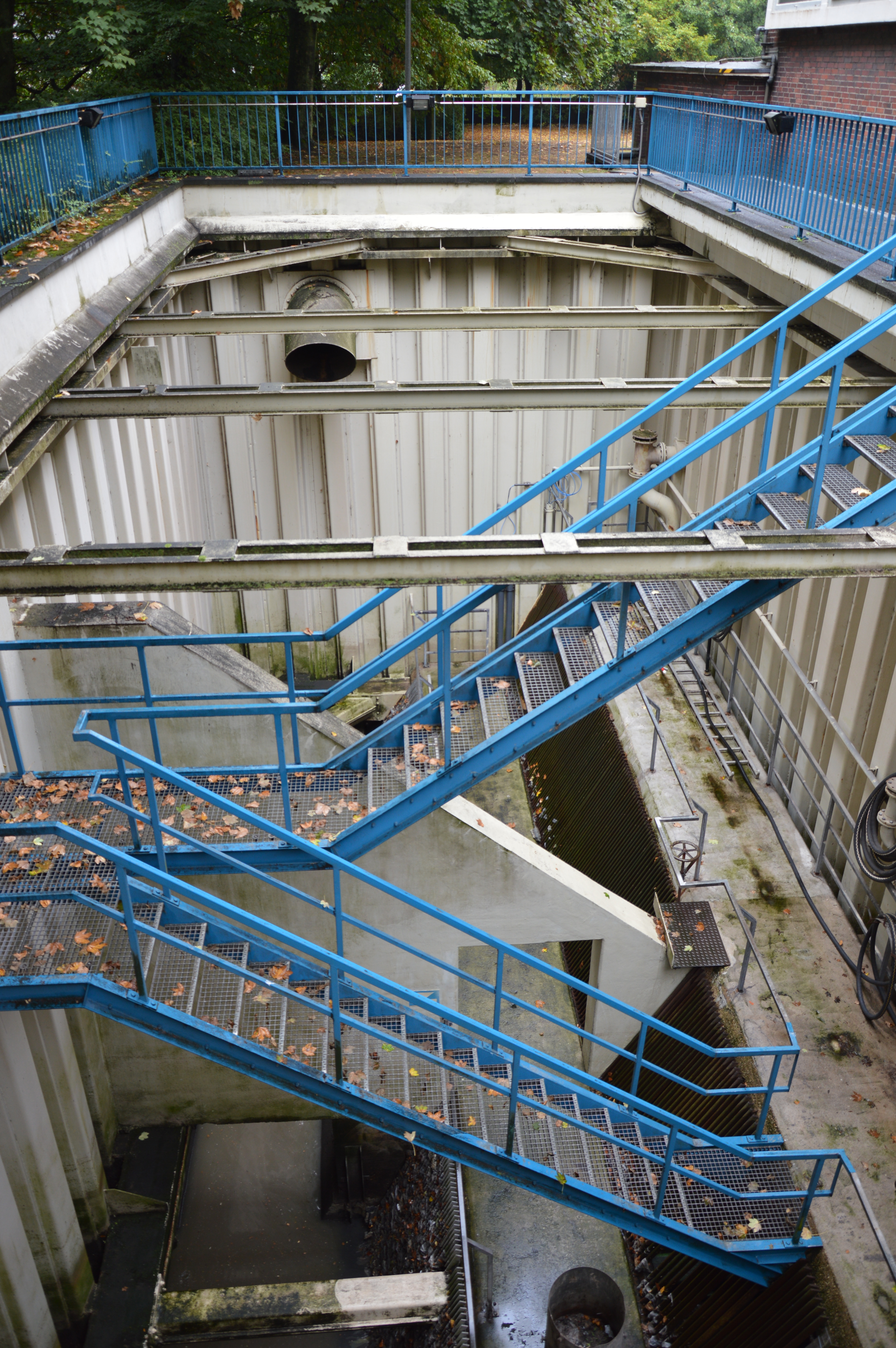
Sammelbecken
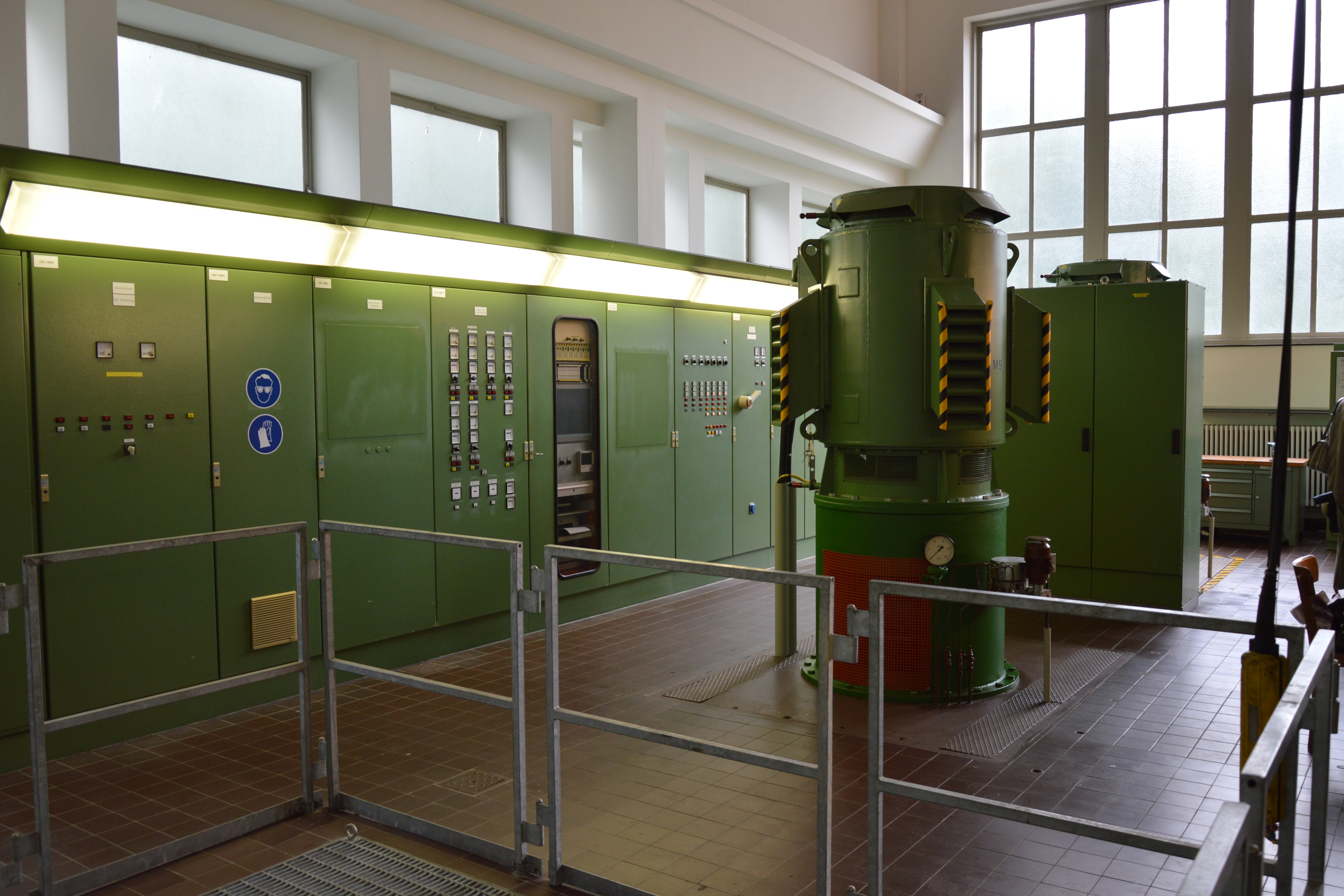
Pumpensteuerung, Pumpenmotoren
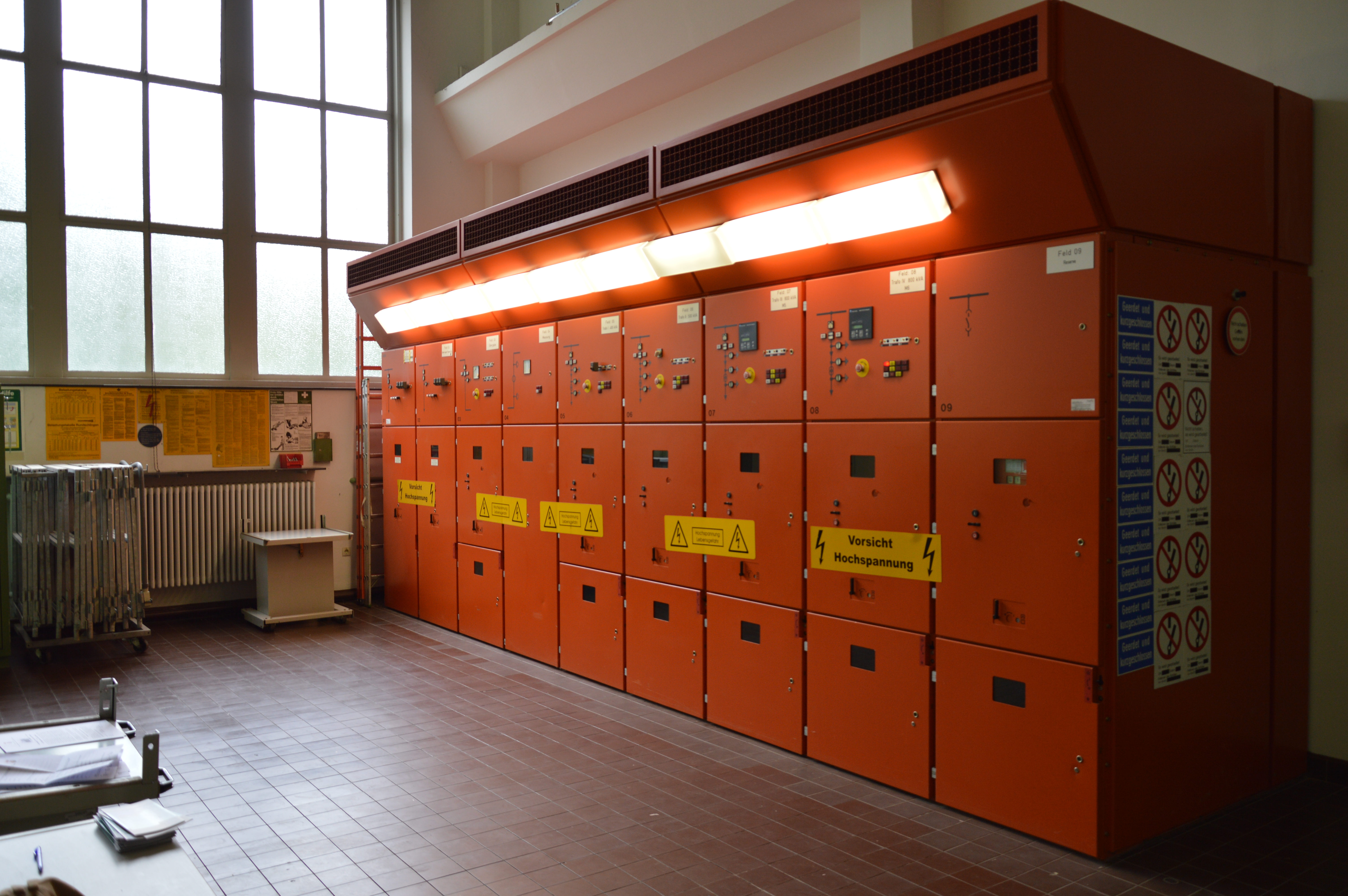
Energieversorgung